# Pinerolo
Pinerolo es un municipio italiano situado en la Ciudad metropolitana de Turín, de la región de Piamonte.

## Geografía
Está ubicada al noroeste de Italia y a 40 kilómetros al suroeste de Turín. 

## Historia
En la Edad Media, la ciudad de Pinerolo fue uno de los principales cruces de caminos de Italia, y también una de las principales fortalezas de los duques de Saboya. Su importancia militar fue el origen de la conocida escuela militar que existe actualmente.
La primera mención de Pinerolo en los libros de historia es en el siglo X, cuando pertenecía a la Marca de Turín y estaba gobernado por los abades de la Abadía Alpina de Pinerolo. 
La municipalidad independiente se estableció en 1247.
Desde 1235, Amadeo IV de Saboya ejerció sobre el pueblo una especie de protectorado, que llegó a convertirse en control absoluto en 1243, y continuó durante la dinastía de los Saboya.
Cuando las tropas francesas invadieron el Piamonte italiano en 1536, Pinerolo fue conquistado y permaneció bajo control francés hasta 1574.
Poco después, mediante el Tratado de Cherasco volvió a formar parte de Francia en 1630, donde permaneció bajo su soberanía hasta la restauración de la Casa de Saboya en 1696 por el Tratado de Turín, al mismo tiempo que Luis XIV de Francia renunciaba a sus derechos sobre el territorio.
En 2006 fue una de las sedes de los Juegos Olímpicos de Turín.

## Evolución demográfica
| Gráfica de evolución demográfica de Pinerolo entre 1861 y 2011 |
|                                                                |
| fuente ISTAT - elaboración gráfica de Wikipedia                |

## Principales atractivos
- Catedral, que data del siglo IX, de la cual cabe destacar su fabuloso campanario.
- Iglesia de San Mauricio, de estilo gótico.

## Ciudades hermanadas
- Gap, Francia, desde 1963
- Traunstein, Alemania, desde 1986
- San Francisco, Argentina, desde 1996
- Derventa, Bosnia-Herzegovina, desde 2005